# Yvette Chauviré

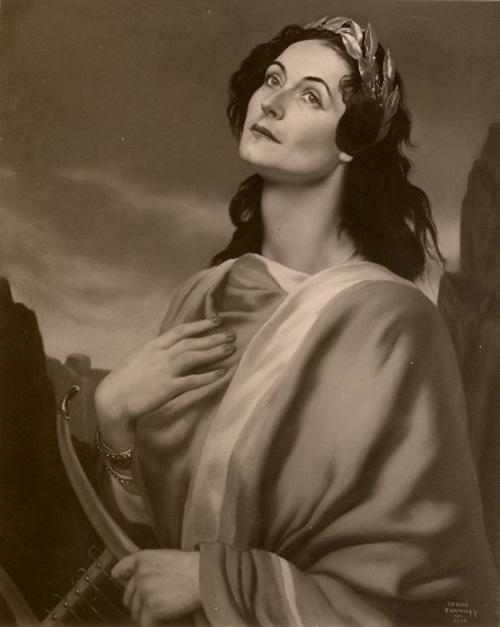
Portrait d'Yvette Chauviré par Serge Ivanoff, Paris, 1944

Yvette Chauviré (París, 22 de abril de 1917-Ibidem, 19 de octubre de 2016) fue una de las grandes primaballerina de ballet y símbolo en Francia.
Célebre Giselle, rescató la tradición del ballet romántico francés. Actuó con Rudolf Nuréyev cuando huyó de la Unión Soviética. 
Entró en la escuela de la Ópera de París en 1927, fue alumna de Boris Kniasseff y Viktor Gsovski en los estudios Wacker parisinos, ingresando a la compañía de la Opera en 1934 dirigida por Serge Lifar, a quien defendió en el juicio donde se le acusó de colaboracionismo con los nazis durante la ocupación de Francia.
Debutó en el cine en 1937 bailando la «Muerte del cisne» en la película homónima dirigida por Jean Benoît-Lévy. Fue ascendida a primera bailarina en 1938 y a etoile (estrella) en 1941 del Ballet de la Ópera de París.
Cosechó grandes éxitos en sus interpretaciones del repertorio clásico y fue muy admirada en Rusia.
A partir de 1972 se dedica a la enseñanza, entre sus discípulas se cuentan Sylvie Guillem y Dominique Khalfouni.
En 1987, la cineasta Dominique Delouche realizó el documental Yvette Chauvire: Une etoile pour l'exemple.
Fue condecorada como Gran Oficial de la Legión de honor en 2010 (previamente ya era Comendador y Caballero de dicha orden).
Gérard Mannoni le escribió su autobiografía en 1997.

## Trabajos publicados
- Je suis ballerine (1960).